# شودک
شودک (انگلیسی: Shudek) یک شهرک در شهرستان یانائولسکی استان باشقیرستان کشور روسیه است.